# 1926 (szám)
Az 1926 (római számmal: MCMXXVI) az 1925 és 1927 között található természetes szám.

## A matematikában
A tízes számrendszerbeli 1926-os a kettes számrendszerben 11110000110, a nyolcas számrendszerben 3606, a tizenhatos számrendszerben 786 alakban írható fel.
Az 1926 páros szám, összetett szám. Kanonikus alakja 21 · 32 · 1071, normálalakban az 1,926 · 103 szorzattal írható fel. Tizenkét osztója van a természetes számok halmazán, ezek növekvő sorrendben: 1, 2, 3, 6, 9, 18, 107, 214, 321, 642, 963 és 1926.
Ötszögszám.
Az 1926 egyetlen szám valódiosztóösszeg-függvényeként áll elő, ez az 1050.